# Skedevi, Forssa

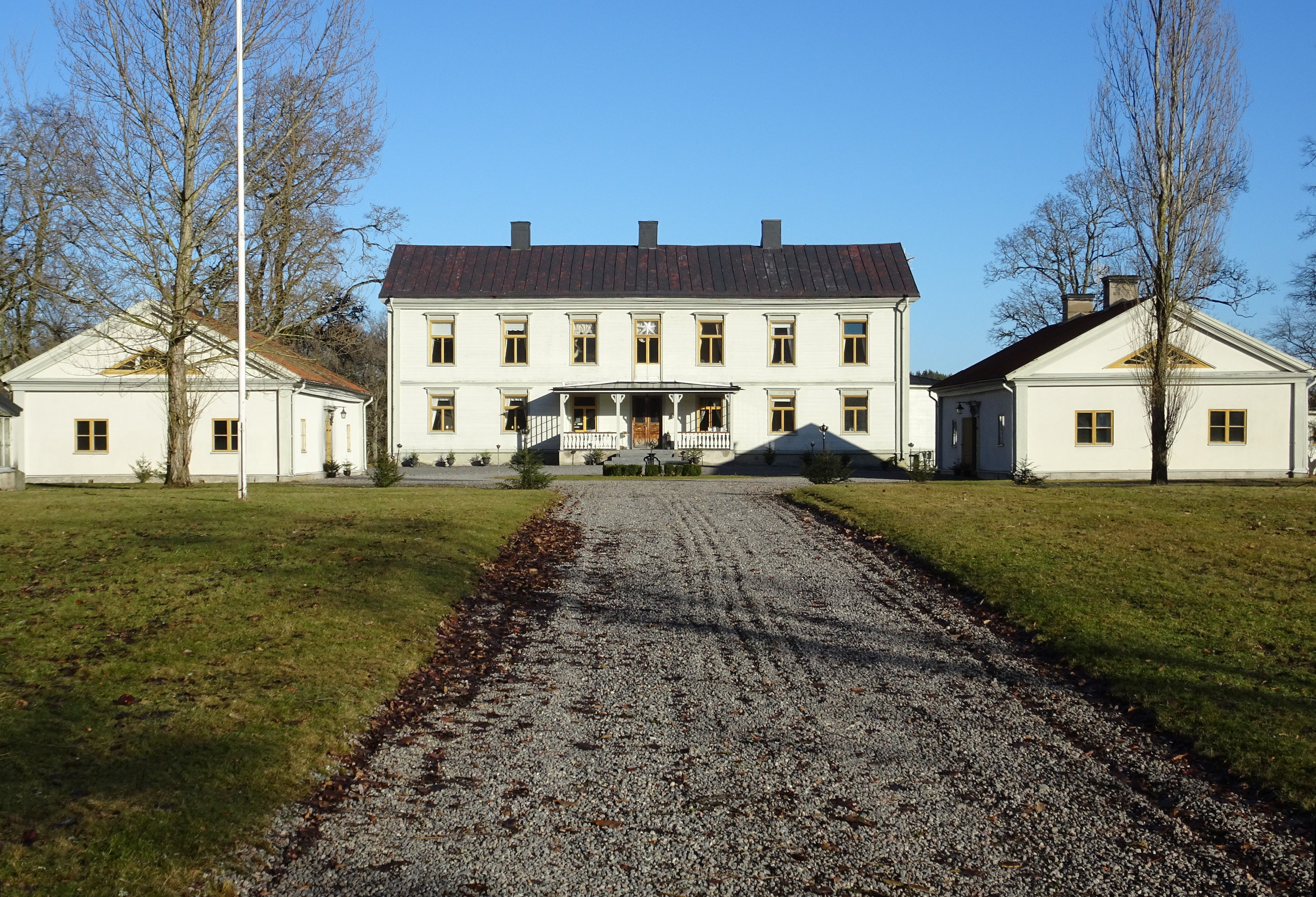
Skedevi huvudbyggnad och flyglar, 2022.

Skedevi (äldre stavning Schedewij eller Skedevij) är en herrgård och ett tidigare säteri i Forssa socken i Flens kommun i Södermanland. Gårdens huvudbebyggelse ligger vid en av sjön Båvens vikar, ungefär tio kilometer öster om Flen. Enligt kommunens kulturmiljöprogram representerar Skedevi en välbevarad herrgårdsanläggning som visar tydligt hur godsen organiserades under 1700- och 1800-talen.

## Historik

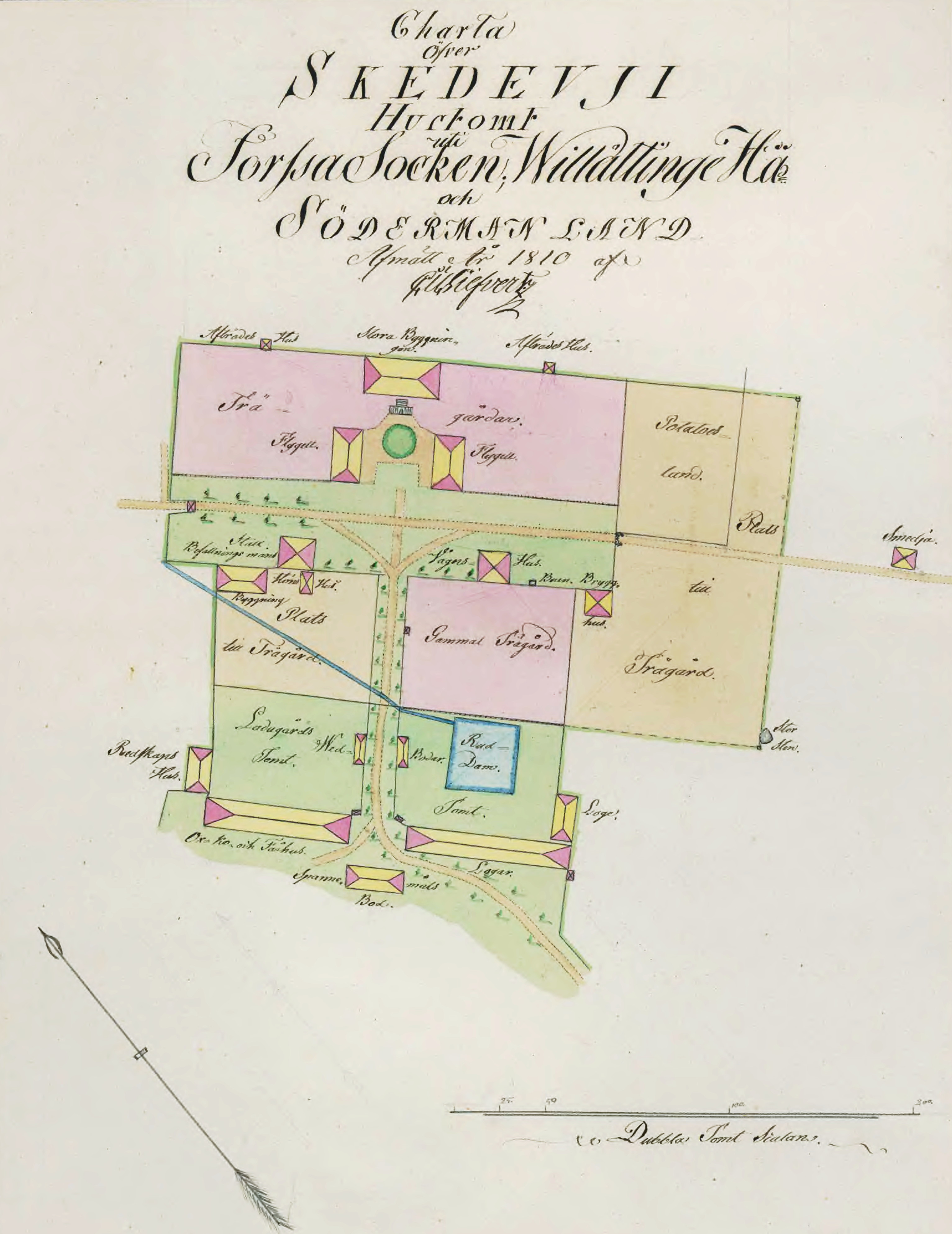
Charta öfver Skedevij hustomt, 1810.

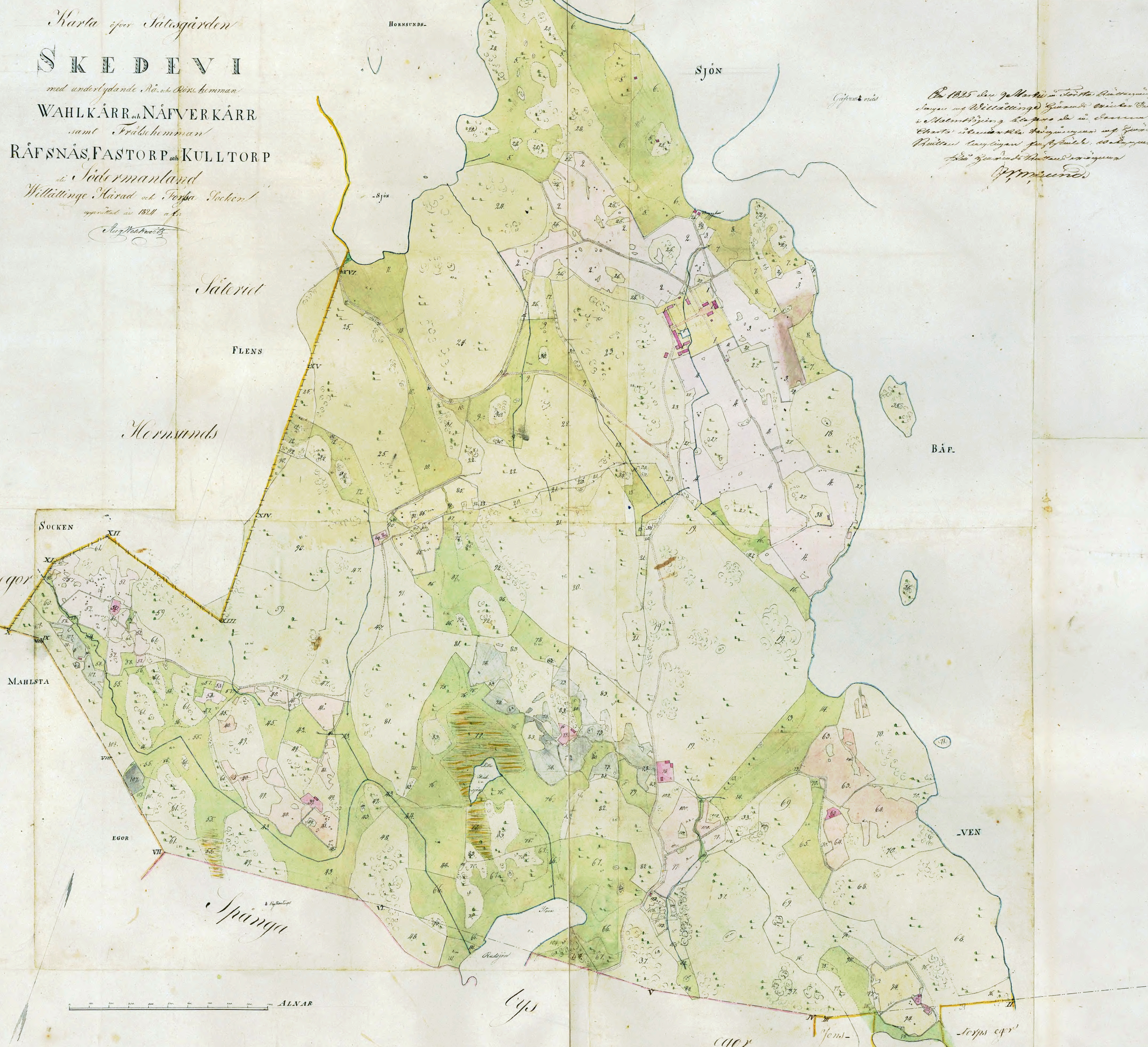
Karta över sätesgården Skedevi, 1825.

Skedevi / Schedewij har mycket gamla anor och finns omnämnd 1279 samt 1319 som Skävo och Skidevi och utgjorde ett biskopsgods för biskopen i Strängnäs. Platsen var ännu tidigare än så bebodd, som fynd av flera stenyxor i direkt anslutning till huvudgården vittnar om. Gårdsnamnet Skedevi tyder på att här kan ha funnits en kult- och offerplats.
På 1540-talet drogs stället in till kronan, men gavs 1573 som förläning till Lars Västgöte, dåvarande ståthållaren på Nyköpings slott. Utöver Schedewij ingick bland annat granngårdarna Hornsund och Mälby båda i Flens socken, Gäversnäs i Helgesta socken samt Sofielund i Forssa socken. Schedewij fungerade som huvudgård och blev i början av 1500-talet det första säteriet i Villåttinge härad. Schedewijbornas kvarn gav upphov till ortsnamnet Skebokvarn.
Efter Lars Västgötes död i början av 1600-talet skingrades gårdarna och gick till hans svärsöner eftersom han var utan egna söner. År 1689 ägdes Skedevi / Schedewij av friherren Carl Gyllenpistol. Hans dotter Margareta (1683-1748) gifte sig 1715 med överståthållaren och krigshjälten från Slaget vid Stäket, Rutger Fuchs, som på detta vis blev ägare till Skedevi. Han sägs att "med stor omkostnad" försett egendomen "med fulkomlig säteribyggning så i man- som ladugårder". Såväl huvudbyggnaden (då i en våning) som flyglarna uppfördes under Fuchs tid.
År 1872 blev friherre Axel Löwen (död 1876) ägare till gården genom att hans maka, Louise Löwen (omgift Falkenberg), dotter till konsuln Oscar Ekman, fått gården i lysningspresent av sin far. Axel Löwen avled 1876 och änkan Louise gifte om sig några år senare med friherren Claes Falkenberg som arrenderade gården Sofielund vid sjön Uren. Han var också änkling och hade fem barn. Under Louise Falkenberg upplevde Skedevi en ny blomstringstid. Hon var filantrop och donator samt ordförande för Kronprinsessan Lovisas vårdanstalt för sjuka barn i 30 år. Hon grundade 1887 Augusta Falkenbergs skola i Skedevi, ett hem för obotligt sjuka barn i Flen, var engagerad i olika försvarsorganisationer och sände hjälp till Finland under inbördeskriget 1918.
Vid Louise Falkenbergs död 1934 ärvdes Skedevi av styvsonen agronomen Gustav Adolf Falkenberg (1873-1955). Enligt hans testamente skulle Skedevi gå till sin bors dotterson, Claes Gösta Palm, far till nuvarande ägaren Carl Gustav Palm.
Sedan mars 2025 ägs och drivs gården av familjen Bildt.

### Historiska bilder

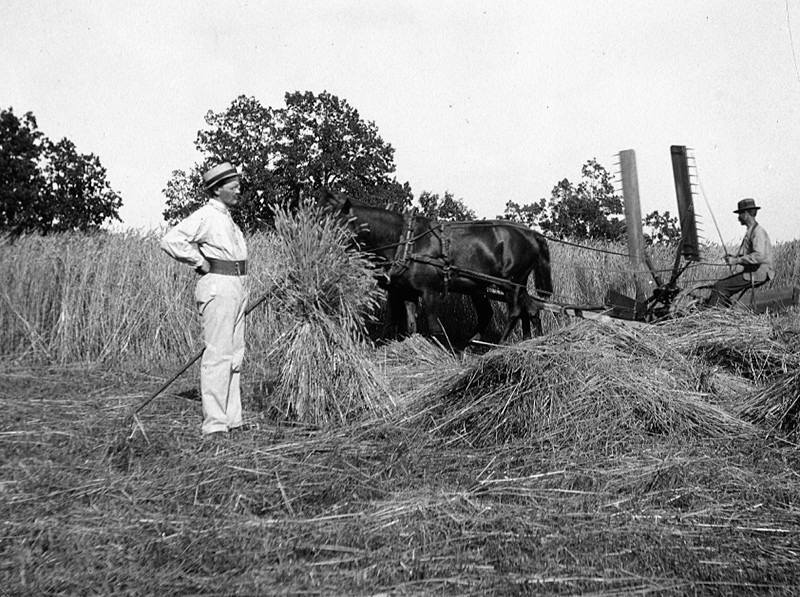
Skedevi, skördebild.
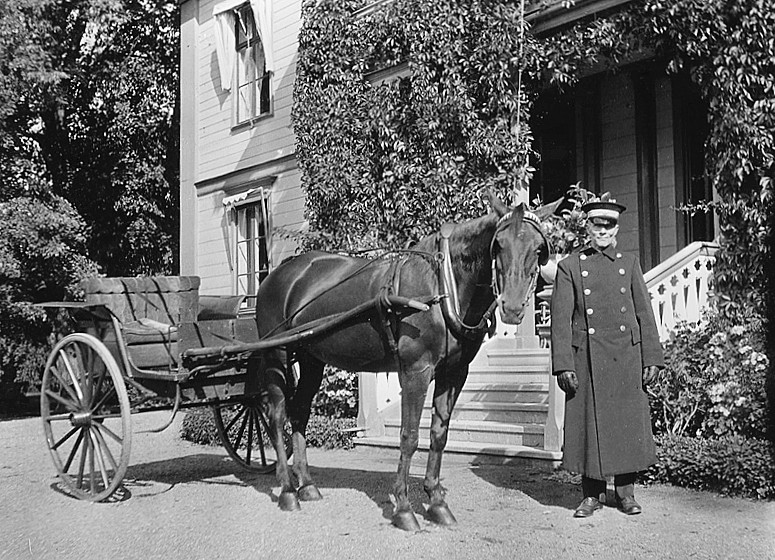
Hästskjuts framför Skedevis huvudbyggnad.
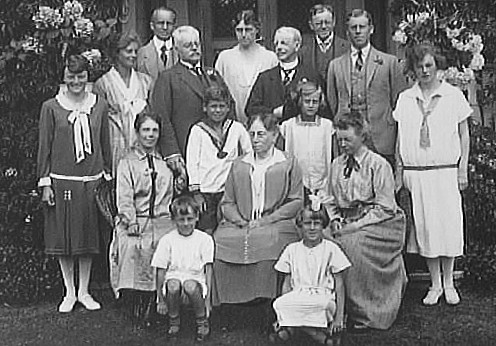
Gruppbild från 1926, Louise Falkenberg sittande i mitten.
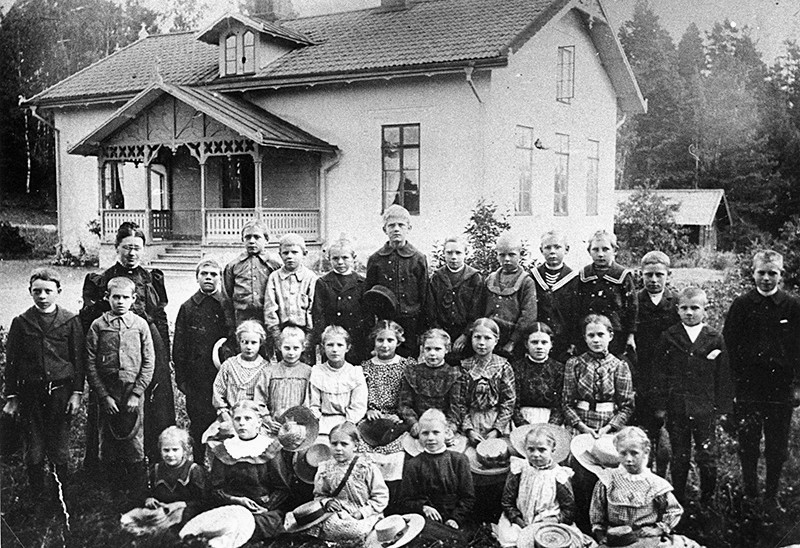
Elever framför Augusta Falkenbergs skola.

## Bebyggelsen

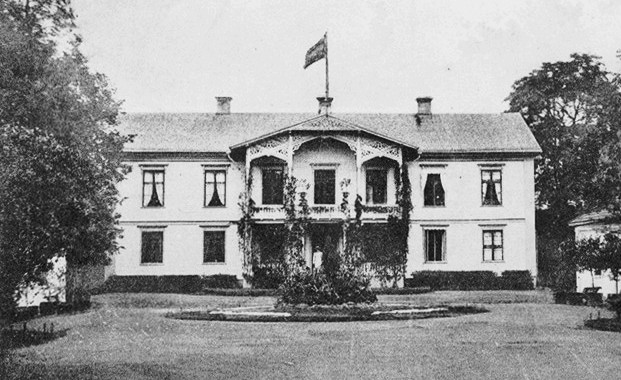
Huvudbyggnaden på ett äldre vykort.

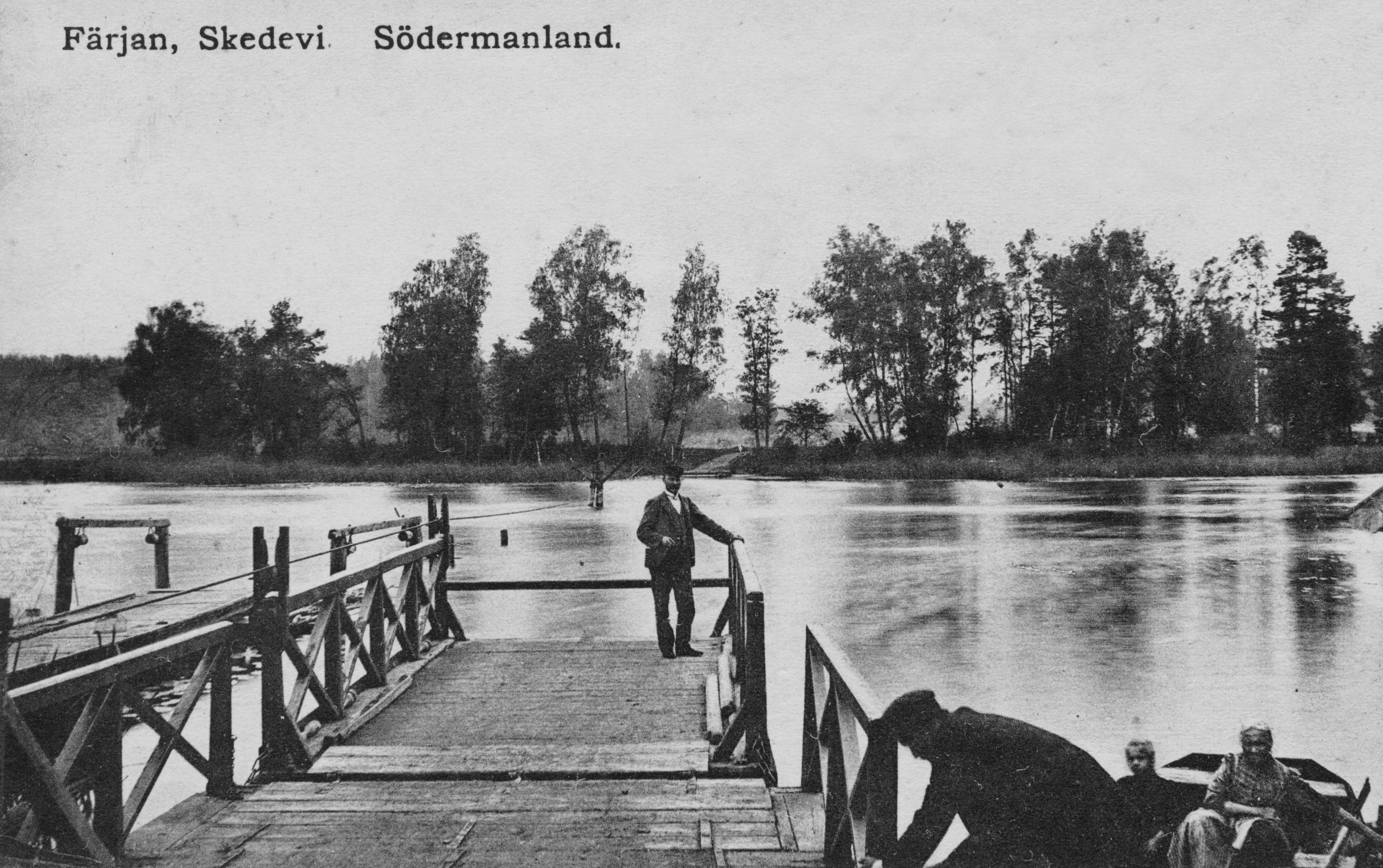
Linfärjan.

Corps de logi uppfördes i timmer under 1700-talets första hälft när Rutger Fuchs ägde gården. Byggnaden hade då en våning. Efter en omfattande renovering 1872-1874 fick den en övervåning. Byggherre var då Axel Löwen. Byggnadens fasader kläddes med ljusgrå målad träpanel och ockragula snickerier under ett sadeltak täckt av svart plåt. Entrésidan smyckades av en stor veranda i två våningar, numera reducerad till en våning. 
Vid entrésidan (mot sydväst) flankeras huvudbyggnaden av två fristående flyglar, byggda av trä och tillkomna på 1700-talet samtidigt med huvudbyggnaden. Fasaderna är reveterade och avfärgade i vit kulör. Taken är tegeltäckta sadeltak. I fil med norra flygeln märks ett orangeri från 1800-talet. 
Gårdens ekonomibyggnader ligger samlade vid infarten väster om huvudbebyggelsen. Här finns ett antal faluröda ekonomibyggnader med fasader i skiftesverk eller panelade. Snickeridetaljer är målade ockragula. Lite längre söderut, längs med uppfarten ligger en rad av arbetarbostäder. De är anordnade som vid en mindre bruksgata och uppförda i slutet av 1800-talet. Fyra byggnader har faluröd locklistpanel med vita snickerier och det femte har ljus puts, samtliga har tegeltak. Några av gårdsanläggningens byggnader representerar idag stora arkitektoniska och kulturhistoriska värden. 

### Omgivning och gårdens verksamhet
Omgivningen är naturskön med vackra utblickar över sjöar och hävdade betesmarker. Tillfartsvägen till gårdsanläggningen är delvis kantad av alléer och går genom betesmarker med ekskogspartier. Mellan gårdarna Skedevi och Gäversnäs sträckte sig en vinterväg över Skedevisundet, sundet mellan Hornsundssjön och övriga Båven. Vägen är inritad på Häradsekonomiska kartan från 1897. När sundet var isfritt tog man sig över med linfärja. 
Gårdens fastighet (Skedevi 1:5) omfattar idag (2022) en areal om cirka 890 hektar, därav totalt cirka 670 hektar produktiv skogsmark. Fastigheten inkluderar Mårdsjön och Stora Rudsjön samt en del av Båvens vattenområde med öarna Broholmen och Fasttorpaholmen som är fågelskyddsområden. Egendomen sträcker sig huvudsakligen söder om gårdsbebyggelsen ner till sjön Uren. Jordbruket består i första hand av vallodling och uppfödning av ett 90-tal köttdjur. På Skedevi bedriver man traditionell skogsförvaltning och skogsbruk. Till verksamheten hör även uthyrning av gårdens torp och bostadshus.

### Nutida bilder

Huvudbyggnad och flyglar
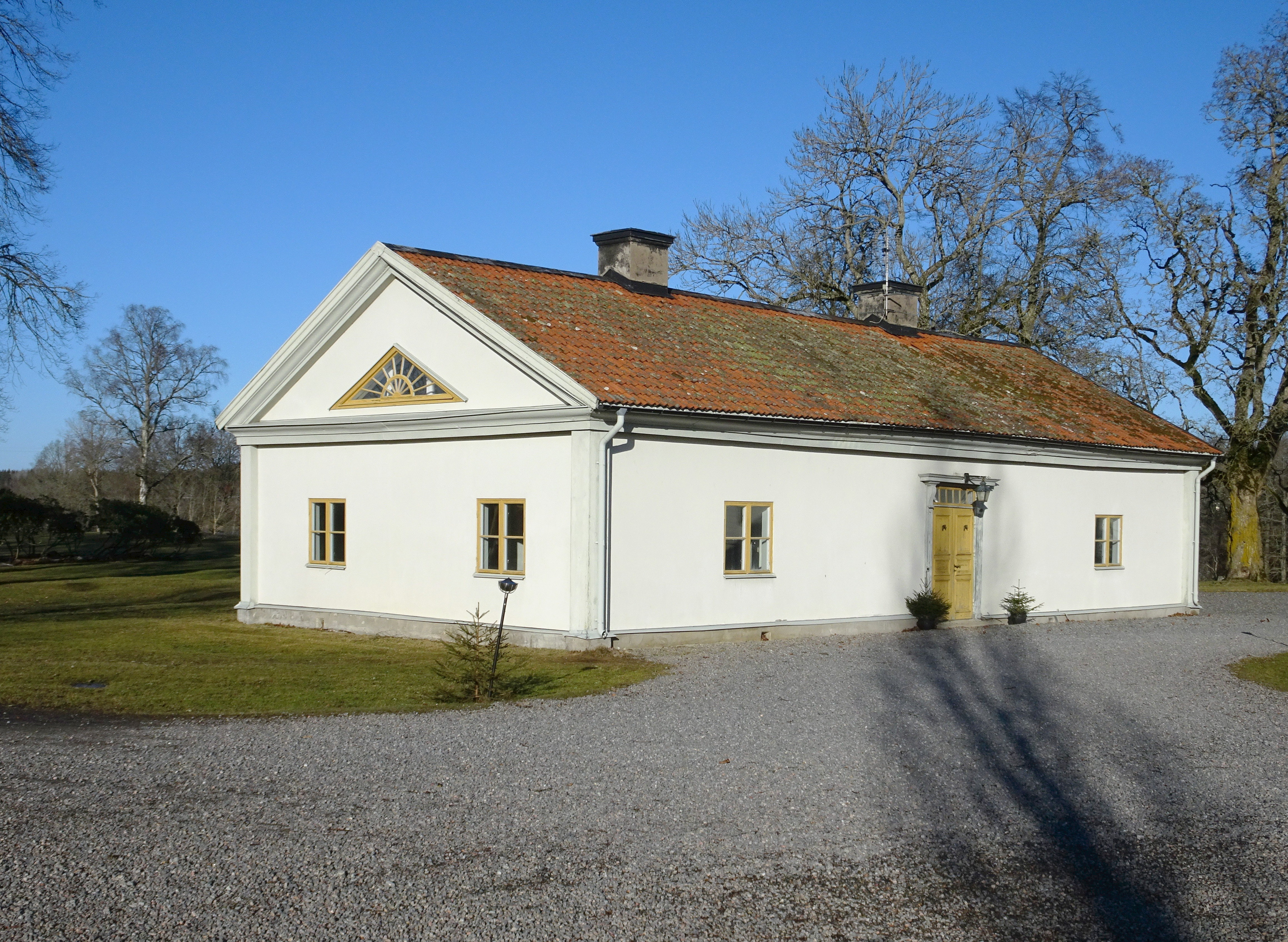
Norra flygeln.
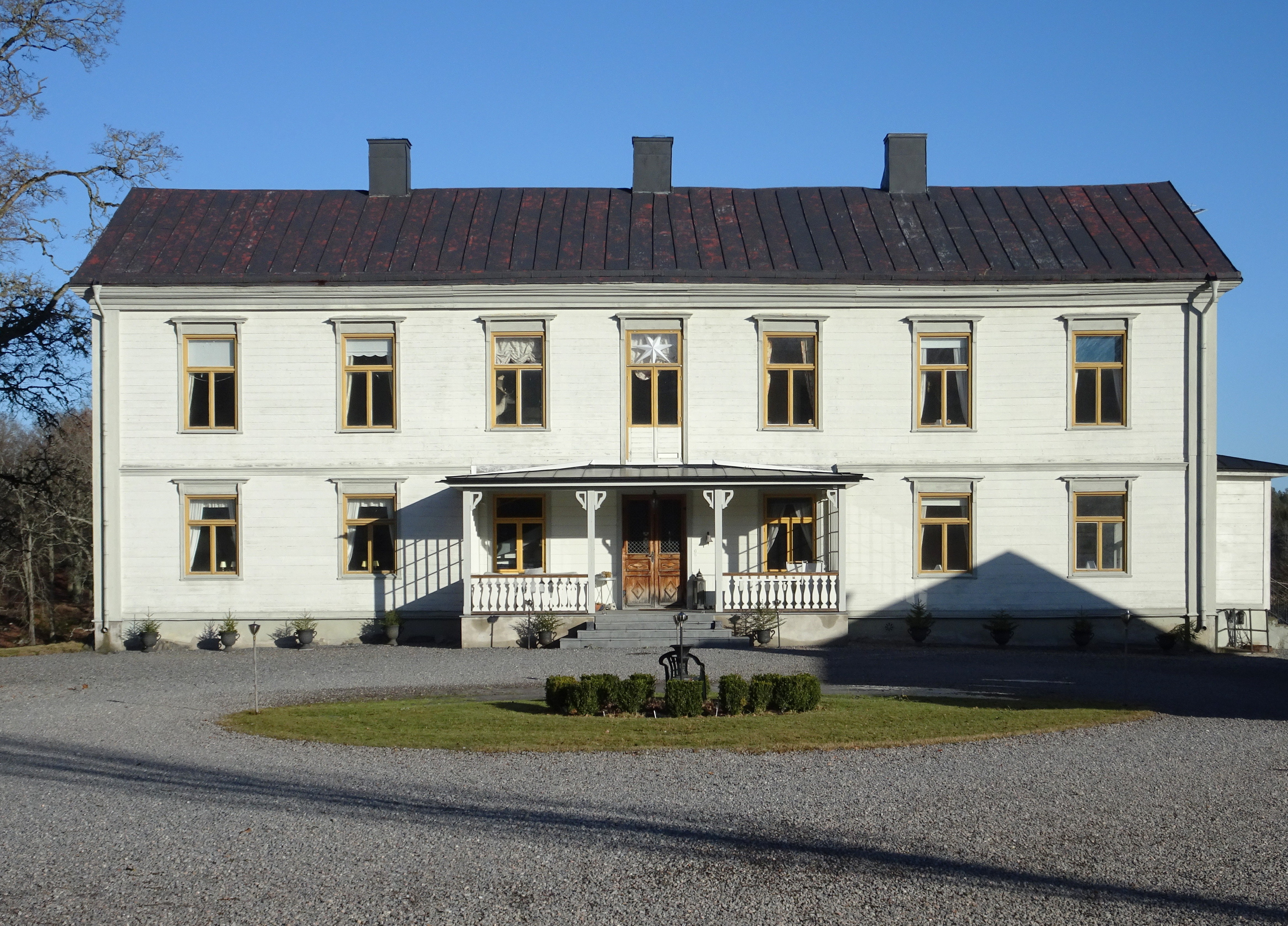
Huvudbyggnad.
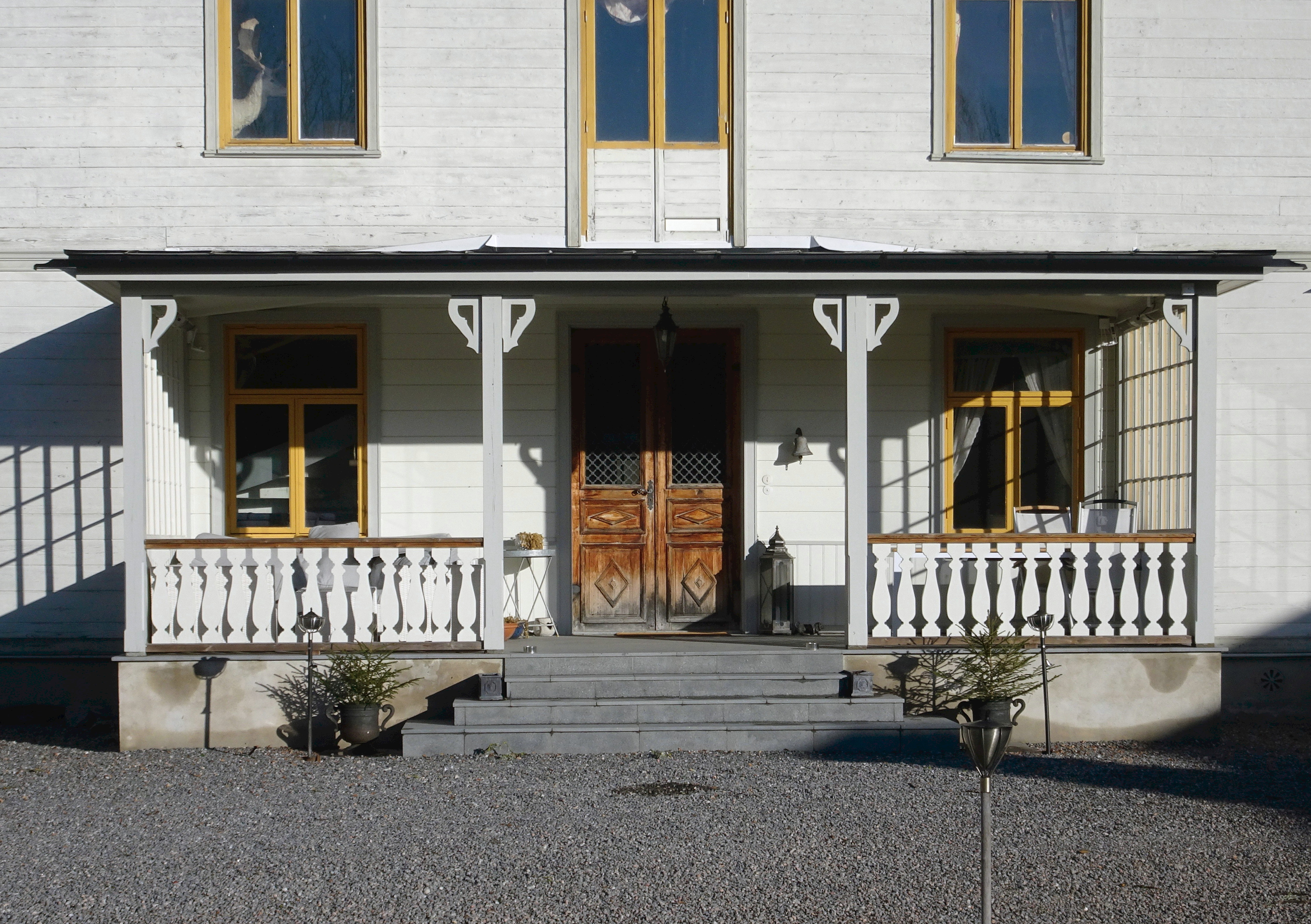
Huvudentré och veranda.
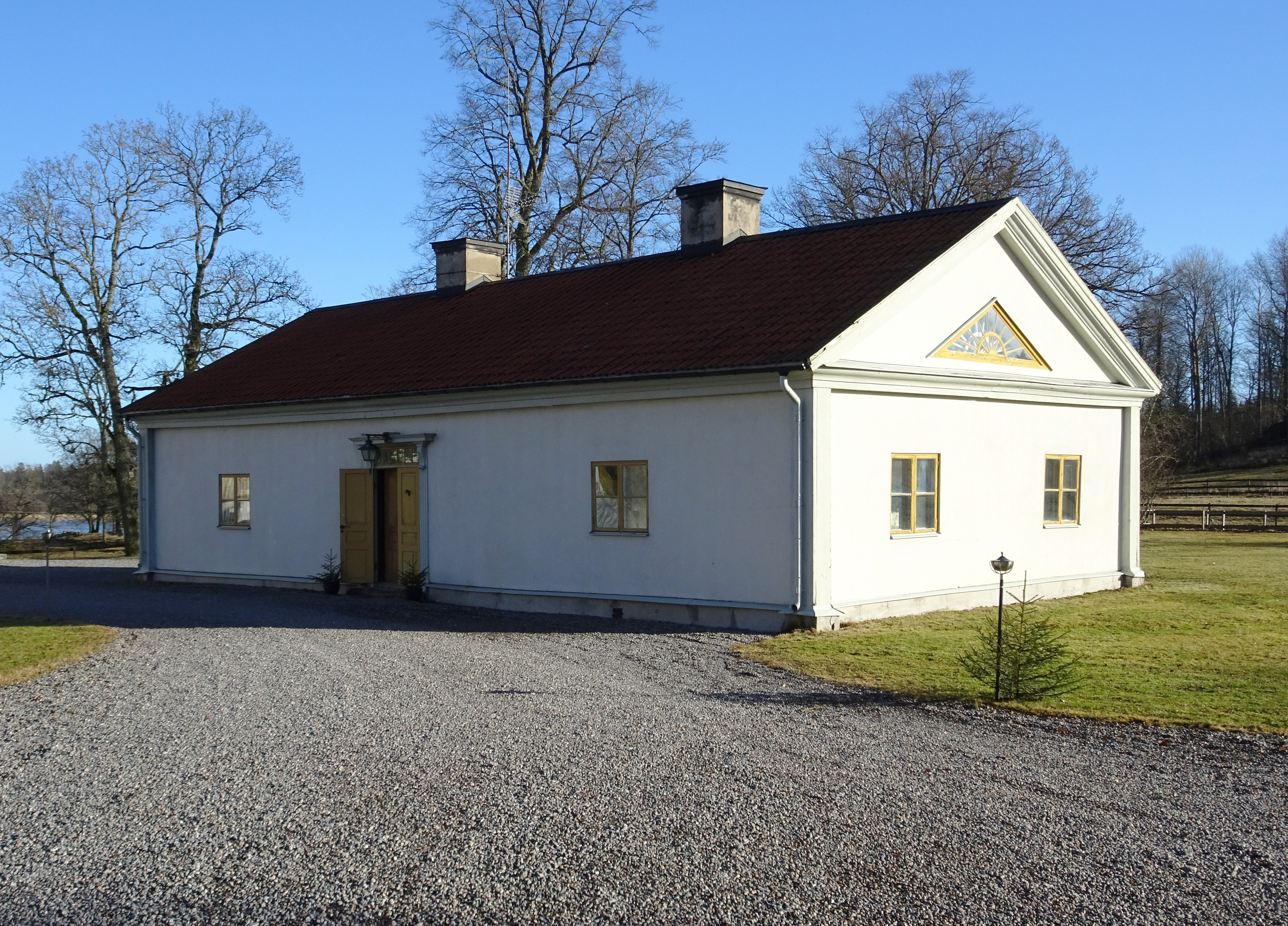
Södra flygeln.

Övriga byggnader
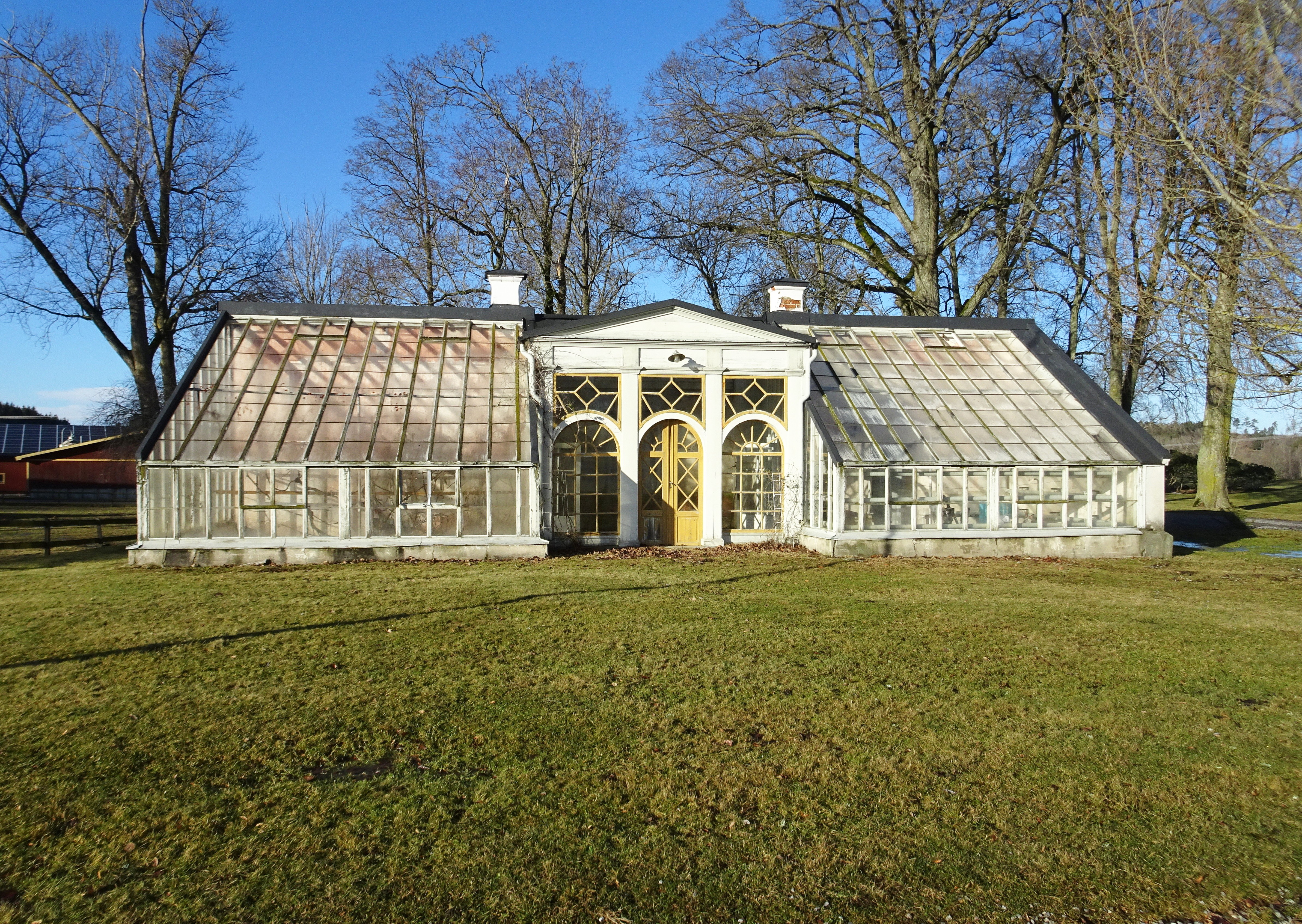
Orangeriet.
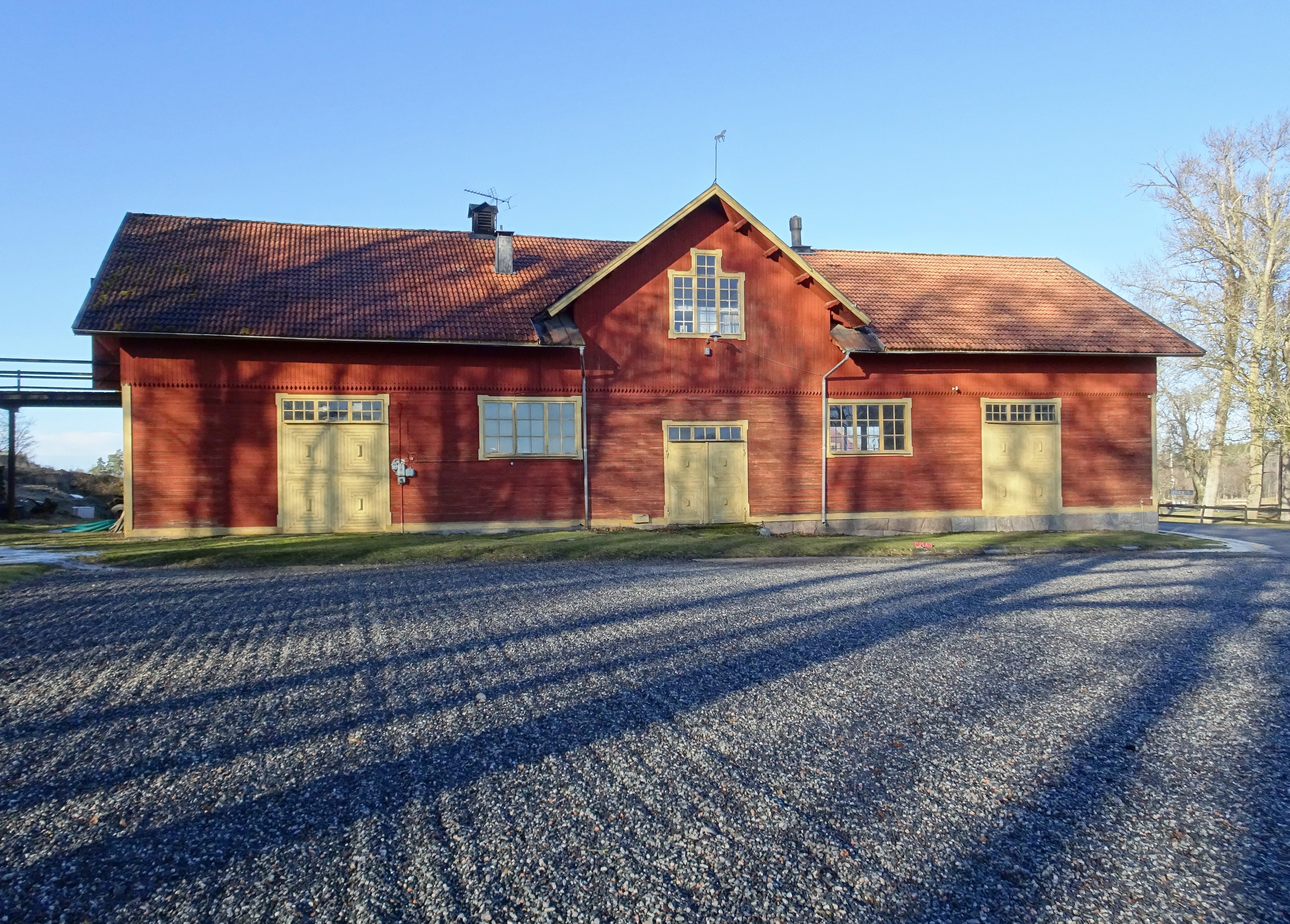
Ladugården.
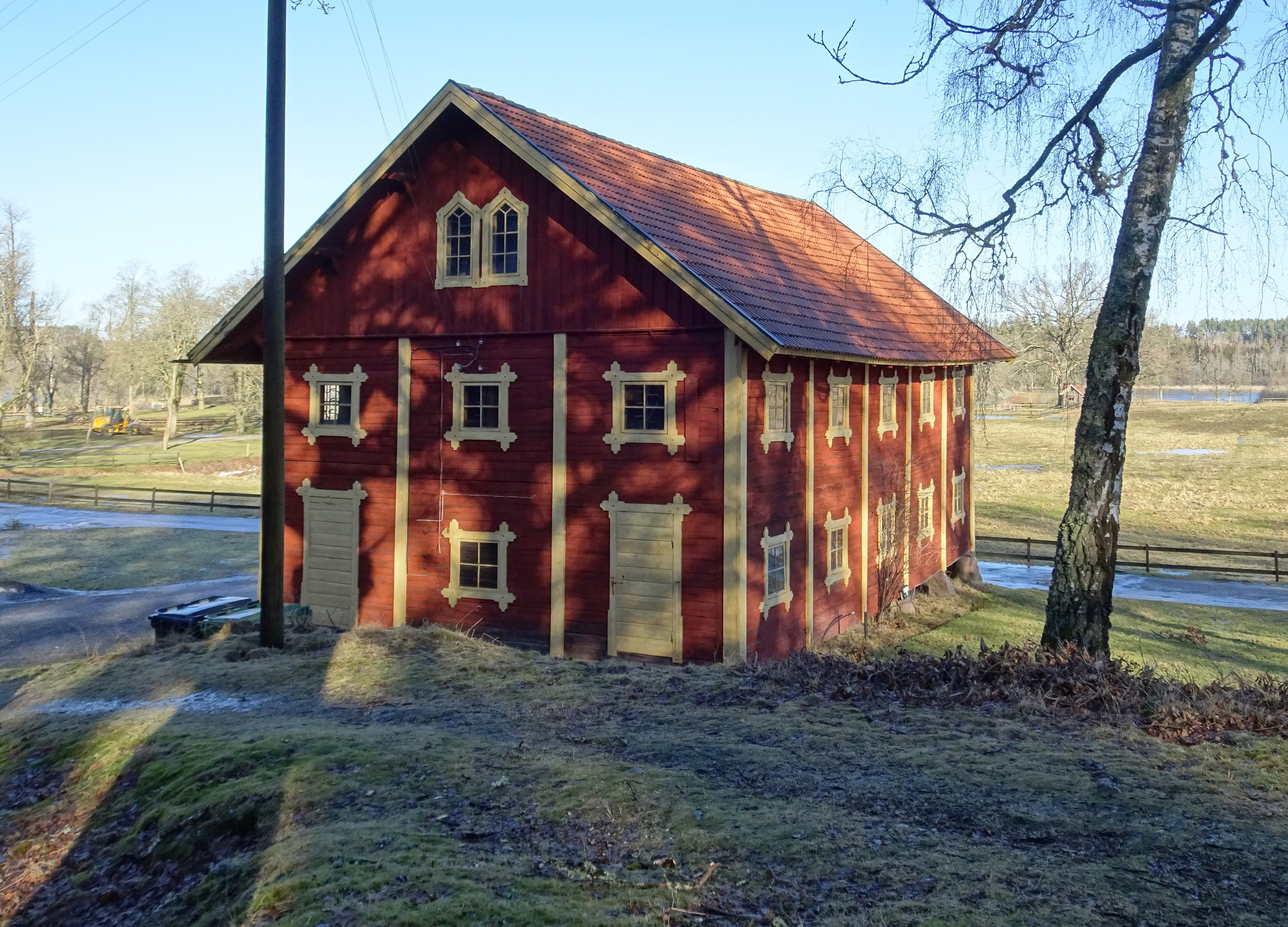
Magasin.
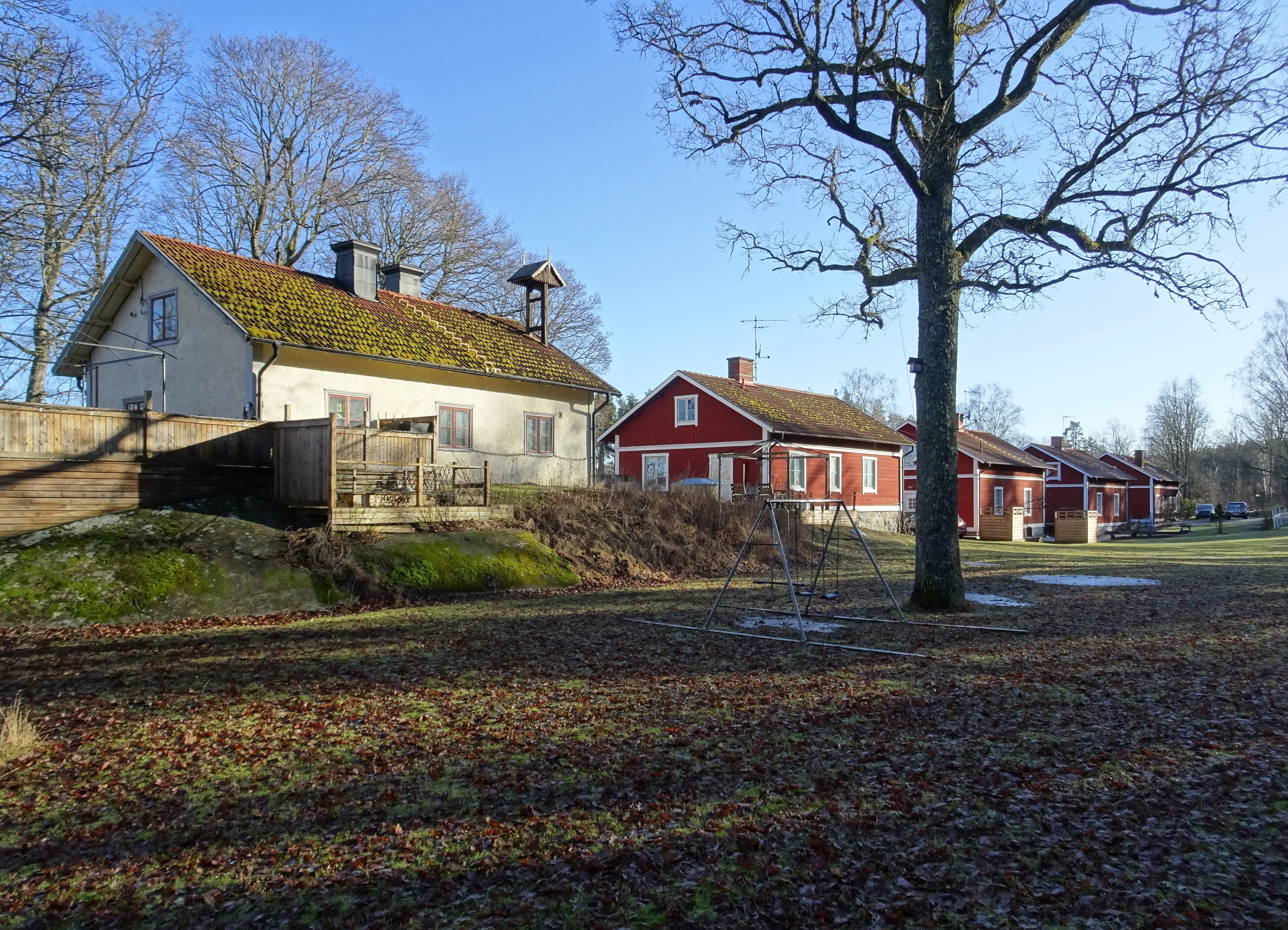
Arbetarbostäder.

## Hornsunds granngårdar
- Gäversnäs
- Hornsund
- Mälby